# Врадиште
Врадиште (слч. Vrádište) насељено је мјесто са административним статусом сеоске општине (слч. obec) у округу Скалица, у Трнавском крају, Словачка Република.

## Становништво
| Година:    | 1994. | 2004.    | 2014.    | 2024.   |
| ---------- | ----- | -------- | -------- | ------- |
| Број људи: | 598   | 682      | 789      | 848     |
| Разлика:   |       | +14,04 % | +15,68 % | +7,47 % |

| Година:    | 2023. | 2024.   |
| ---------- | ----- | ------- |
| Број људи: | 846   | 848     |
| Разлика:   |       | +0,23 % |

Према подацима о броју становника из 2024. године насеље је имало 848 становника.